# Кутузовка (Нижегородская область)
Куту́зовка — посёлок в городском округе город Кулебаки Нижегородской области России.

## География
Посёлок находится в юго-западной части Нижегородской области, в пределах западной части Приволжской возвышенности, в зоне хвойно-широколиственных лесов, к востоку от реки Ломовка, на расстоянии приблизительно 18 км (по прямой) к юго-востоку от города Кулебаки, административного центра района. Абсолютная высота — 123 м над уровнем моря.
Климат
Климат характеризуется как умеренно континентальный, с умеренно холодной снежной зимой и тёплым летом. Среднегодовая температура — 3,6 °C. Средняя температура воздуха самого тёплого месяца (июля) — 20 — 22 °C; самого холодного (января) — −11,5 °C. В течение 4 — 4,5 месяцев длится период с отрицательными значениями температуры воздуха. Среднегодовое количество атмосферных осадков составляет около 450—500 мм.
Часовой пояс
Посёлок Кутузовка, как и вся Нижегородская область, находится в часовой зоне МСК (московское время). Смещение применяемого времени относительно UTC составляет +3:00.

## Население
| 2002 | 2010 |
| ---- | ---- |
| 14   | ↗30  |

Национальный состав
Согласно результатам переписи 2002 года, в национальной структуре населения русские составляли 100 % из 14 чел.

## Достопримечательности
В посёлке находится Кутузовский скит Серафимо-Дивеевского женского монастыря, основанный в 1864 году.